# 八重樫幸雄
八重樫 幸雄（やえがし ゆきお、1951年6月15日 - ）は、宮城県仙台市出身の元プロ野球選手（捕手）・コーチ・監督。野球解説者。

## 経歴

### プロ入り前
宮城県仙台市に生まれる。
仙台商高では1年生の時に一塁手、7番打者として、1967年の夏の甲子園に出場。2回戦で、同大会に優勝した習志野高と対戦し敗れている。翌1968年からは正捕手となり、夏の県大会に出場するが、東北大会準決勝で東北高と対戦し、チームは相手校のエース佐藤政夫に抑えられ惜敗した。秋は東北大会決勝で三沢高の太田幸司に完封負け。1969年夏は東北大会準決勝をで磐城高を延長15回の末に破るなどの躍進で優勝。夏の甲子園には4番打者として本大会に出場した。2回戦では広陵高の佐伯和司を打ち崩し、仙台商高は同校として初の夏の甲子園ベスト8まで駒を進めるが、準々決勝で玉島商のエース松枝克幸（法大－西川物産）に抑えられ敗退した。同8月末からは全日本高校選抜の一員として、ブラジル・ペルー・アメリカ遠征に参加する。
1969年のドラフトの1位でヤクルトアトムズに指名され入団。契約金1000万円、年俸144万円は当時の高卒新人の上限額であった。

### ヤクルト時代
東北球界始まって以来の大型捕手と評されたが、監督の別所毅彦は即座に外野手転向を命じた。さらに、1971年から指揮を執った三原脩監督には、三塁手へのコンバートを命じられた。同年は3試合に一塁手、1972年には14試合に外野手、3試合に三塁手として出場している。チームが大型捕手として期待された八重樫を内外野にコンバートしようとした理由は、同期入団（ドラフト7位）で大学卒の大矢明彦の存在と、正捕手不在というチーム事情があったためであった。選手層が薄いチームとしては、高校出の捕手の成長を待つ余裕はなく、八重樫よりもドラフト下位ではあるが、鉄砲肩の大矢を即戦力として優先起用することを選んだ。八重樫も若手の頃は細身でフットワークのある俊足であったことから、捕手として育成するよりも、天性のバッティングセンスをチームの打線に生かすことが求められ、首脳陣はコンバートを急いだ。守備位置も1972年は内野手、1973年と1974年は外野手として登録され、投手以外のポジションをすべて試みたという。一軍公式戦初出場は1971年5月26日の対巨人戦に代打で、初先発出場は同年10月2日の対阪神戦に6番打者・一塁手として出場。この試合で江夏豊からプロ入り初安打を放っている。
1975年、ようやく捕手登録に戻ると、大矢の控え捕手として徐々に出場機会を増やしていった。
1977年には58試合にマスクを被って、打率.267、6本塁打の成績を残す。
1978年の4月下旬の巨人戦での本塁クロスプレイで走者と交錯し左膝靱帯を損傷、長期離脱によりシーズンを棒に振ってしまった。一方でチームはこの年、球団創設29年目にして初優勝と日本シリーズ制覇を果たしている。一軍に復帰したある日の試合前の打撃練習で、打席に入ろうとした際に、監督の広岡達朗から「お前は打たなくていい」と言われたという。自身が戦力として扱われていない悔しさに、それならば、と戦力となるべく打撃フォームを研究した。
1979年は再び捕手として58試合に出場するとともに、入団以来初めての2桁本塁打となる10本塁打を放って復活を果たした。しかし、その後は乱視のために眼鏡をかけるようになると、背中側から落ちてくるカーブが見えづらくなり、2割前後の低打率に喘いだ。
1983年、中西太がヘッドコーチ兼打撃コーチに就任すると、中西と二人三脚で打撃フォームの改造に着手し、グリップを下げて投手と完全に正対するほど極端なオープンスタンスの構えを会得した。この独特の打撃フォームは「八重樫打法」と呼ばれた。この年、衰えが目立ち始めた大矢に代わって正捕手に座り、打っても16本塁打、45打点を記録した。
1984年は入団15年目にして、初めて100試合以上となる124試合に出場し、規定打席（34位、打率.251）にも到達。監督推薦でオールスターにも初出場する。選出直後の7月15日の巨人17回戦（後楽園）でファウルチップが右手人差し指に当たり、骨にひびが入るケガをしたが、「代打なら行ける」と一軍を外れることなく強行出場した。同年は自己最多の18本塁打を放っている。
1985年には打率.304を記録してリーグ打撃成績10位に入るとともに、念願のベストナインに選出された。
1987年まで正捕手を務める。
1988年に秦真司が正捕手に定着すると、レギュラー出場は減ったものの、右の代打の切り札的存在になった。
1990年の6月22日には21年目で通算100本塁打を達成したが、これは通算100本塁打達成に最も年数がかかった記録（所要在籍年数で1位タイ）となった。待つ方も長く長く待たされた結果、前年夏から用意されていた花束は生花から造花に変わっていたという。この時は、滅多に本塁打を打った選手を出迎えることのない監督の野村克也が、「お祝いごとやからな」とベンチから出て祝福している。
1991年からは一軍バッテリーコーチ兼任。
1992年には14年ぶりのリーグ優勝を果たしたが、この時に在籍していた角富士夫、杉浦享らと共に、14年前の優勝経験メンバーとして注目された。
1993年に現役引退。実働23年、42歳まで現役を続けた。

### 現役引退後
現役引退後はヤクルトの二軍バッテリーコーチ（1994年 - 1995年）、一軍バッテリーコーチ（1996年）、二軍監督兼バッテリーコーチ（1997年 - 1998年）、一軍打撃コーチ（1999年 - 2008年）を歴任。入団以来40年間ヤクルト一筋で、一軍打撃コーチ時代には、岩村明憲、青木宣親、田中浩康らを育てた。
2009年からはコーチの職を離れ、スカウトに就任。北海道・東北地区を担当した。
2016年11月2日に退団。なお、同年の学生野球資格回復研修を受講したうえで、翌2017年2月7日に日本学生野球協会より、学生野球資格回復の適性認定を受けたことによって、学生野球選手への指導が可能となった。
2017年からは、東北放送（TBCテレビ）の野球解説者としても活動する。5月28日放送の、東北楽天対埼玉西武戦に解説者として出演した。

## 選手としての特徴・人物
強肩と勝負強く長打力を誇る打撃が魅力の捕手。打撃では極端なオープンスタンスが特徴であり、相手投手と正対するほど極端に体を開くフォームで、「八重樫打法」として多くのファンに親しまれた。チームの後輩の広澤克実は「オープンスタンスの走り」と評しており、槙原寛己は「八重樫さんがもうちょっと打ってれば、もうちょっと早く世間に…」と打撃面で大成しなかったことを惜しんでいる。
自身の特徴的な打撃フォームについて、「野球をしている子どもたちには、あの打撃フォームは真似しないで欲しいな。あれは究極だから」と語っている。
愛称は「ハチ」。
後輩の広澤によると髪型に厳しかったようで、若手時代の広澤は髪が耳にかかると髪型のことでよく怒られていた。
男性アイドルグループ「SMAP」のファン。同グループのメンバーである中居正広が子どもに野球を指導する様子をテレビ番組で見て以降、興味を持つようになり、ファンになったという。一度、SMAPが出演するテレビ番組の出演オファーもあったが、「自分はそういうキャラではない」との理由で断っている。なお、中居はテレビ番組で八重樫の打撃フォームの物真似を度々披露している。
1980年代に使われていた応援歌はテレビ朝日のスポーツテーマとして使用されていた『朝日に栄光あれ』（神津善行作曲）だった。現役初期や末期は別の応援歌を使用していた。

## 詳細情報

### 年度別打撃成績
| 年 度      | 球 団      | 試 合 | 打 席 | 打 数 | 得 点 | 安 打 | 二 塁 打 | 三 塁 打 | 本 塁 打 | 塁 打 | 打 点 | 盗 塁 | 盗 塁 死 | 犠 打 | 犠 飛 | 四 球 | 敬 遠 | 死 球 | 三 振 | 併 殺 打 | 打 率 | 出 塁 率 | 長 打 率 | O P S |
| ---------- | ---------- | ----- | ----- | ----- | ----- | ----- | -------- | -------- | -------- | ----- | ----- | ----- | -------- | ----- | ----- | ----- | ----- | ----- | ----- | -------- | ----- | -------- | -------- | ----- |
| 1971       | ヤクルト   | 7     | 12    | 11    | 0     | 2     | 0        | 0        | 0        | 2     | 0     | 0     | 1        | 0     | 0     | 1     | 0     | 0     | 4     | 0        | .182  | .250     | .182     | .432  |
| 1972       | ヤクルト   | 38    | 58    | 46    | 4     | 9     | 2        | 1        | 1        | 16    | 7     | 0     | 0        | 2     | 0     | 8     | 0     | 2     | 16    | 2        | .196  | .339     | .348     | .687  |
| 1973       | ヤクルト   | 20    | 21    | 17    | 0     | 0     | 0        | 0        | 0        | 0     | 1     | 0     | 0        | 0     | 1     | 2     | 0     | 1     | 5     | 0        | .000  | .150     | .000     | .150  |
| 1974       | ヤクルト   | 8     | 12    | 10    | 2     | 2     | 0        | 0        | 1        | 5     | 1     | 0     | 0        | 0     | 0     | 2     | 0     | 0     | 5     | 0        | .200  | .333     | .500     | .833  |
| 1975       | ヤクルト   | 29    | 40    | 33    | 2     | 6     | 1        | 0        | 1        | 10    | 1     | 0     | 2        | 1     | 0     | 5     | 1     | 1     | 11    | 1        | .182  | .308     | .303     | .611  |
| 1976       | ヤクルト   | 36    | 61    | 54    | 7     | 10    | 2        | 0        | 1        | 15    | 1     | 0     | 1        | 0     | 0     | 6     | 0     | 1     | 21    | 1        | .185  | .279     | .278     | .556  |
| 1977       | ヤクルト   | 60    | 191   | 176   | 24    | 47    | 9        | 0        | 6        | 74    | 18    | 0     | 1        | 2     | 0     | 11    | 1     | 2     | 48    | 2        | .267  | .317     | .420     | .738  |
| 1978       | ヤクルト   | 22    | 69    | 60    | 4     | 11    | 1        | 0        | 1        | 15    | 3     | 0     | 0        | 1     | 0     | 6     | 0     | 2     | 15    | 2        | .183  | .279     | .250     | .529  |
| 1979       | ヤクルト   | 74    | 203   | 173   | 24    | 36    | 3        | 0        | 10       | 69    | 27    | 0     | 0        | 2     | 1     | 18    | 0     | 9     | 55    | 2        | .208  | .315     | .399     | .714  |
| 1980       | ヤクルト   | 63    | 124   | 113   | 12    | 24    | 7        | 0        | 3        | 40    | 13    | 1     | 2        | 0     | 0     | 6     | 0     | 5     | 35    | 3        | .212  | .282     | .354     | .636  |
| 1981       | ヤクルト   | 71    | 183   | 164   | 8     | 28    | 2        | 0        | 3        | 39    | 15    | 0     | 3        | 2     | 1     | 13    | 0     | 3     | 42    | 3        | .171  | .244     | .238     | .482  |
| 1982       | ヤクルト   | 73    | 212   | 186   | 11    | 34    | 6        | 0        | 5        | 55    | 14    | 0     | 0        | 1     | 1     | 22    | 6     | 2     | 47    | 0        | .183  | .276     | .296     | .572  |
| 1983       | ヤクルト   | 97    | 294   | 264   | 27    | 67    | 8        | 1        | 16       | 125   | 45    | 0     | 0        | 3     | 3     | 20    | 5     | 4     | 43    | 7        | .254  | .316     | .473     | .789  |
| 1984       | ヤクルト   | 124   | 447   | 398   | 50    | 100   | 19       | 2        | 18       | 177   | 58    | 1     | 1        | 4     | 4     | 39    | 2     | 2     | 76    | 11       | .251  | .321     | .445     | .766  |
| 1985       | ヤクルト   | 120   | 481   | 427   | 57    | 130   | 28       | 3        | 13       | 203   | 68    | 2     | 3        | 6     | 4     | 42    | 2     | 2     | 72    | 10       | .304  | .366     | .475     | .842  |
| 1986       | ヤクルト   | 119   | 400   | 365   | 26    | 79    | 11       | 0        | 6        | 108   | 23    | 0     | 2        | 7     | 4     | 21    | 3     | 3     | 86    | 12       | .216  | .262     | .296     | .558  |
| 1987       | ヤクルト   | 120   | 437   | 400   | 35    | 112   | 18       | 1        | 9        | 159   | 47    | 2     | 5        | 5     | 5     | 24    | 4     | 3     | 69    | 16       | .280  | .322     | .398     | .719  |
| 1988       | ヤクルト   | 53    | 102   | 92    | 7     | 24    | 5        | 0        | 2        | 35    | 11    | 0     | 0        | 0     | 1     | 9     | 3     | 0     | 17    | 2        | .261  | .324     | .380     | .704  |
| 1989       | ヤクルト   | 55    | 58    | 49    | 4     | 17    | 2        | 0        | 3        | 28    | 17    | 0     | 0        | 0     | 0     | 8     | 1     | 1     | 11    | 1        | .347  | .448     | .571     | 1.020 |
| 1990       | ヤクルト   | 54    | 88    | 78    | 6     | 14    | 2        | 0        | 2        | 22    | 13    | 0     | 0        | 0     | 0     | 8     | 1     | 2     | 10    | 3        | .179  | .273     | .282     | .555  |
| 1991       | ヤクルト   | 38    | 38    | 33    | 0     | 9     | 1        | 0        | 0        | 10    | 7     | 0     | 0        | 0     | 0     | 5     | 0     | 0     | 5     | 3        | .273  | .368     | .303     | .671  |
| 1992       | ヤクルト   | 36    | 38    | 33    | 1     | 8     | 2        | 0        | 1        | 13    | 9     | 0     | 0        | 0     | 3     | 2     | 0     | 0     | 6     | 2        | .242  | .263     | .394     | .657  |
| 1993       | ヤクルト   | 31    | 31    | 25    | 1     | 4     | 0        | 0        | 1        | 7     | 2     | 0     | 0        | 0     | 0     | 6     | 0     | 0     | 5     | 4        | .160  | .323     | .280     | .603  |
| 通算：23年 | 通算：23年 | 1348  | 3600  | 3207  | 312   | 773   | 129      | 8        | 103      | 1227  | 401   | 6     | 21       | 36    | 28    | 284   | 29    | 45    | 704   | 87       | .241  | .309     | .383     | .692  |

### 表彰
- ベストナイン：1回（捕手部門：1985年）

### 記録
初記録
- 初出場：1971年5月26日、対読売ジャイアンツ10回戦（明治神宮野球場）、5回裏に久代義明の代打として出場
- 初先発出場：1971年10月2日、対阪神タイガース25回戦（阪神甲子園球場）、6番・一塁手として先発出場
- 初安打：同上、2回表に江夏豊から
- 初打点：1972年6月24日、対読売ジャイアンツ16回戦（明治神宮野球場）、3回裏に福富邦夫の代打として出場、高橋一三から3点適時三塁打
- 初本塁打：1972年7月1日、対広島東洋カープ11回戦（明治神宮野球場）、7回裏に安仁屋宗八からソロ

節目の記録
- 1000試合出場：1987年6月5日、対中日ドラゴンズ4回戦（明治神宮野球場）、7番・捕手として先発出場 ※史上271人目
- 100本塁打：1990年6月22日、対阪神タイガース10回戦（阪神甲子園球場）、7回表に秦真司の代打として出場、仲田幸司から右越3ラン ※史上162人目

節目の記録
- オールスターゲーム出場：3回（1984年、1985年、1987年）

### 背番号
- 28（1970年 - 1993年）
- 77（1994年 - 2008年）